# کیم جی هیون
کیم جی هیون (کره‌ای: 김지현؛ زادهٔ ۲ ژانویه ۱۹۸۲) بازیگر اهل کره جنوبی است. او از دپارتمان بازیگری دانشگاه ملی هنر کره فارغ‌التحصیل شده‌است. او حرفهٔ بازیگری خود را در سال ۲۰۰۶ آغاز کرد و از آن زمان تاکنون در تئاترهای موزیکال، فیلم‌ها و مجموعه‌های تلویزیونی مختلفی حضور پیدا کرده‌است. کیم جی هیون به خاطر ایفای نقش در لبخند پر کشیده از نگاهت (۲۰۱۸) و عدالت (۲۰۱۹) شناخته می‌شود. او در فیلم‌هایی همچون همدردی (۲۰۰۶) و یک برکه کوچک (۲۰۰۹) نیز ایفای نقش کرده‌است.

## فیلم‌شناسی

### فیلم
| سال  | عنوان        | نقش       | توضیحات  | منابع |
| ---- | ------------ | --------- | -------- | ----- |
| ۲۰۰۶ | همدردی       | لی می ران | نقش اصلی | [ ۵ ] |
| ۲۰۰۹ | یک برکه کوچک | هیون      |          | [ ۵ ] |
| ۲۰۲۱ | جعبه         | نا نا     |          | [ ۵ ] |

### مجموعه تلویزیونی
| سال  | عنوان                   | نقش           | توضیحات                          | منابع  |
| ---- | ----------------------- | ------------- | -------------------------------- | ------ |
| ۲۰۰۸ | آشپزی عاشقانه           | کیم می سون    |                                  | [ ۶ ]  |
| ۲۰۱۰ | جه‌جونگ‌وون               | چی ران        |                                  | [ ۵ ]  |
| ۲۰۱۰ | رژهٔ خواهرم              | هو یانگ می    |                                  | [ ۵ ]  |
| ۲۰۱۴ | من به زودی می‌میرم       | مین هی        | درامای ویژه کی‌بی‌اس               | [ ۵ ]  |
| ۲۰۱۸ | لبخند پر کشیده از نگاهت | جانگ سه ران   |                                  | [ ۵ ]  |
| ۲۰۱۹ | عدالت                   | چا نام شیک    |                                  | [ ۷ ]  |
| ۲۰۱۹ | عشق یک کتاب پاداش است   | مصاحبه‌کننده   | حضور افتخاری (قسمت ۱، ۳، ۱۱، ۱۲) |        |
| ۲۰۲۰ | فروشگاه ست بیول         | چوی ده سون    |                                  |        |
| ۲۰۲۱ | دهکده ساحلی چاچاچا      | کیم سون آه    | حضور افتخاری (قسمت ۱۴، ۱۵)       | [ ۸ ]  |
| ۲۰۲۱ | شهر ساختگی              | لی جو یون     |                                  | [ ۹ ]  |
| ۲۰۲۲ | سی و نه                 | جانگ جو هی    | نقش اصلی                         | [ ۱۰ ] |
| ۲۰۲۳ | بگو که دوستم داری       | سونگ سو کیونگ |                                  | [ ۱۱ ] |

### مجموعه اینترنتی
| سال  | عنوان    | نقش    | توضیحات | منابع  |
| ---- | -------- | ------ | ------- | ------ |
| ۲۰۲۳ | دی.پی. ۲ | سو اون |         | [ ۱۲ ] |